# Buromski-Insel
Die Buromski-Insel (russisch Остров Буромского Ostrow Buromskowo, englisch Buromskiy Island) ist eine Felseninsel vor der Küste des Königin-Marie-Landes in der Davissee. Auf ihr befindet sich der größte Friedhof der Antarktis. Dieser gehört zu den vom Antarktisvertrag geschützten Antarktisdenkmälern.

## Geographie
Die Buromski-Insel gehört zur Gruppe der Haswell-Inseln. Sie liegt 500 Meter südlich der Haswell-Insel, 250 Meter nördlich der Sykow-Insel und 600 Meter östlich der Gorew-Insel. Von Mabus Point auf dem antarktischen Festland, wo Russland die Mirny-Station betreibt, ist die Insel etwa zwei Kilometer entfernt.
Die nur rund einen Hektar große und 17 Meter hohe Insel hohe ist felsig und weist keine ständige Schneedecke auf. Das sie umgebende Meer ist jährlich nur ein bis drei Monate eisfrei.

## Fauna
Auf der kleinen Felsinsel brüten etwa 300 Adeliepinguine und einige Antarktikskuas. Zwischen Ende März und Anfang Januar gibt es eine große Brutkolonie der Kaiserpinguine auf dem Meereis östlich der Insel. 2010 bestand sie aus etwa 13.000 Tieren.

## Geschichte

### Entdeckung und Namensherkunft
Gemeinsam mit den anderen Haswell-Inseln wurde die Buromski-Insel 1912 durch die Australasiatische Antarktisexpedition unter Leitung von Douglas Mawson auf einer Schlittenexkursion vom Shackleton-Schelfeis zum Gaußberg entdeckt. Sie wurde zunächst nach dem Geologen Charles Hoadley benannt. Mit dem Bau der Mirny-Station am Mabus Point begann 1956 eine intensive Erforschung der Region. 1958 erhielt die Buromski-Insel ihren heutigen Namen zu Ehren des Hydrografen Kapitänleutnant Nikolai Iwanowitsch Buromski (1926–1957), der am 3. Februar 1957 beim Entladen des Expeditionsschiffs Lena tödlich verunglückt war.

### Friedhof
Seit 1960 gibt es auf der Buromski-Insel einen Friedhof, der heute als „Historische Stätte und Denkmal HSM-9“ unter dem Schutz des Antarktisvertrags steht. Als erste wurden hier acht Teilnehmer der fünften sowjetischen Antarktisexpedition bestattet, die in der Nacht vom 2. auf den 3. August 1960 bei einem Brand auf der Mirny-Station ums Leben gekommen waren. Darunter war mit Hans-Christian Popp (1928–1960) vom Meteorologischen Hauptobservatorium Potsdam auch ein Wissenschaftler aus der DDR. Als zweiter Deutscher folgte ihm der Geophysiker Klaus Diederich (1942–1969), der am 17. Juli 1969 an der Eisbarriere von Mirny abgestürzt war. 1974 wurde der als HSM-7 ausgewiesene Gedenkstein für Iwan Chmara (1936–1956), das erste sowjetische Opfer der Antarktisforschung, vom Festland auf die Insel verlegt. 1997 wurde der Schweizer Fotograf Bruno Zehnder hier bestattet.
Bis zum Jahr 2011 wurden etwa 60 Menschen auf der Buromski-Insel beigesetzt. Da sie kein Erdreich besitzt, werden die Toten nicht begraben, sondern ruhen oberirdisch in Sarkophagen aus dickem Stahlblech, die auf mehreren Terrassen um den höchsten Felsen der Insel angeordnet sind, auf dem ein russisch-orthodoxes Kreuz steht.